# Zona Soviética da China (1927-1949)
Zona Soviética ou Zona Libertada são os nomes oficiais dados a todos os territórios que já foram controlados ao longo da década de 1930 e 1940 pelo Partido Comunista Chinês (PCC) durante a Era dos Senhores da Guerra e a Guerra Civil Chinesa.

## Controle
Os soviéticos chineses aplicaram nos territórios controlados um sistema judiciario descrito até pela oposição como eficaz, como o general Chen Cheng, que falou da sua "escassez de casos de peculato e corrupção"; fora que várias leis foram revisadas, revogadas ou criada sob a legislação provisória dos soviéticos chineses. 

## História

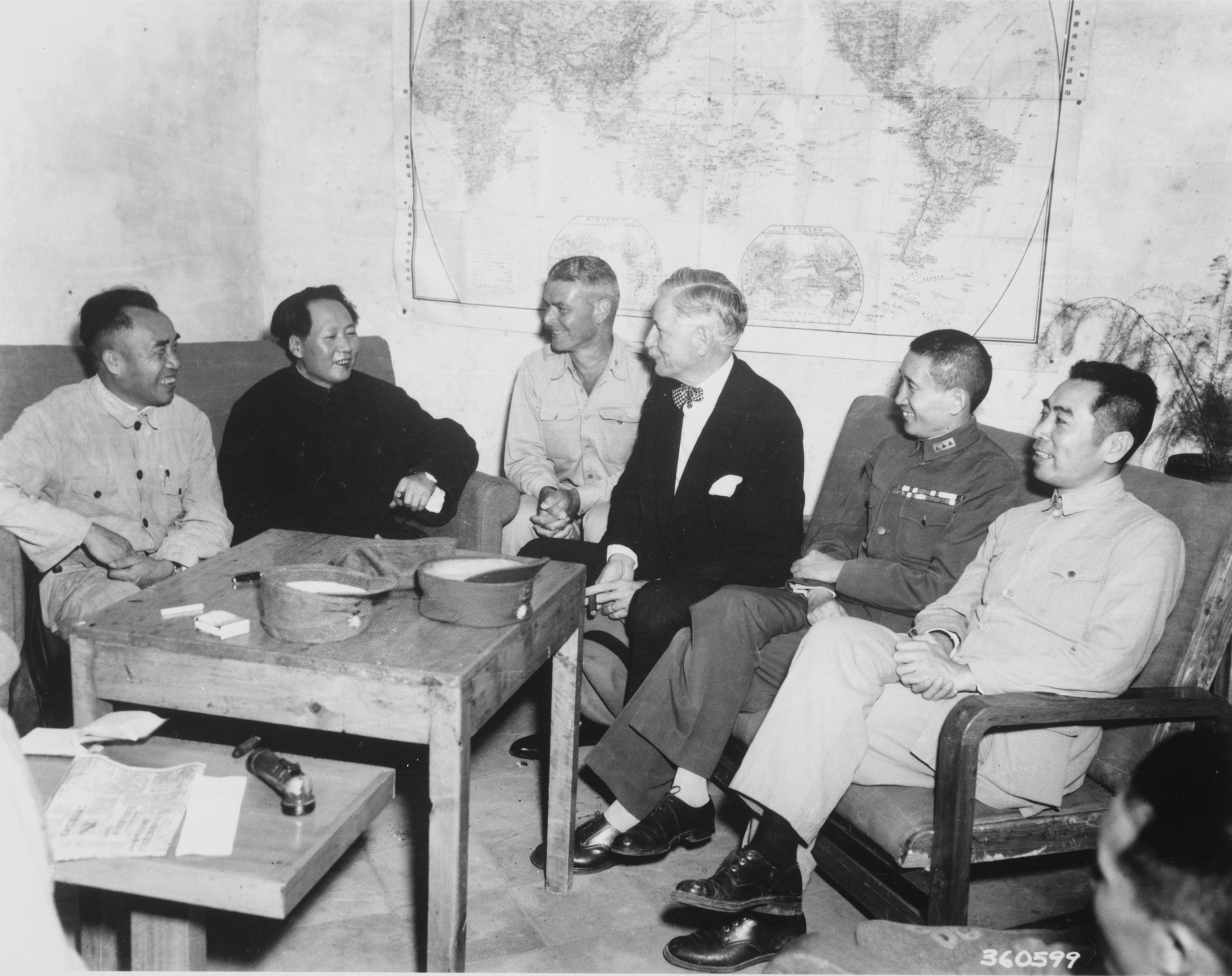
Mao Zedong (segundo a partir da esquerda em uniforme escuro) e funcionários do Partido Comunista Chinês (PCC) reunidos com o Embaixador dos Estados Unidos na China, Patrick Hurley (no centro – de gravata borboleta), na sede do PCC em Yan'an, 1945.

Com auxilio da União Soviética, uma Conferência reunindo representantes e delegados do Partido Comunista Chinês ocorreu em Ruijin, na então província de Jiangxi, que foi escolhida como capital nacional da República Soviética Chinesa. 
Embora a maior parte da China ainda estivesse sob o controle do Kuomintang, fizeram a então república ter um banco próprio, imprimir dinheiro próprio e arrecadar impostos por meio de agência tributária própria, é considerado o início das Duas Chinas e o embirão da República Popular da China.

## Economia
Na tentativa de arrecadar o máximo possível de fundos, o PCC promoveu e tributou a produção e o comércio de ópio, vendendo-o às províncias ocupadas pelos japoneses e controladas pelo KMT.  

### Banco e moeda
Em 1 de fevereiro de 1932, o Banco Nacional da República Soviética Chinesa foi estabelecido como principal líder o Mao Zemin, irmão de Mao Zedong. O Banco criou e lançou alguns tipos de moeda, incluindo a nota de papel, a moeda de cobre e o dólar de prata.

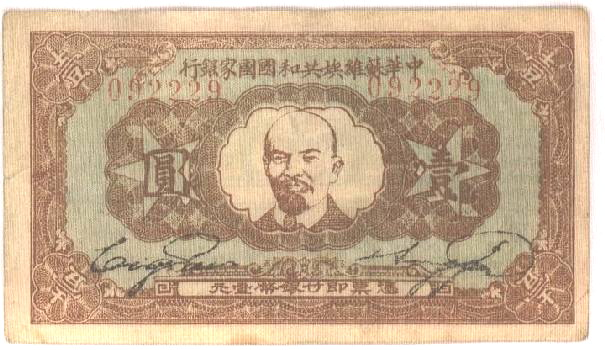
Nota de um yuan com a imagem de Vladimir Lenin no centro.

## Militar

### Inteligência
O PCC parecia estar condenado no ínicio de vida da República Soviética devido aos ataques e contra-ataques nacionalistas. No entanto, Zhou Enlai já havia alcançado um brilhante sucesso de inteligência colocar vários agentes infiltrados no círculo social de Chiang Kai-shek, inclusive no quartel-general das forças nacionalistas em Nanchang . Surpreendentemente, o mais importante dos agentes, Mo Xiong, nunca foi comunista, mas acabou por salvar o status do PCC.

### Longa Marcha

Mapa dos Sovietes e a rota da Longa Marcha

A chamada guerra móvel era na verdade a maior parte da força comunista em retirada, com ela diminuindo muito desde o seu pico de mais de 140.000 homens no exército e tendo todos os seus equipamentos perdidos, com muitos dos membros sobreviventes do Exército Vermelho Chinês sendo forçados a armar-se com armas antigas o que prejudicou o combate e a resistência anos mais tarde. De acordo com o Gráfico Estatístico do Pessoal, Armamento, Munição e Abastecimento do Exército de Campo concluído pelo Exército Vermelho Chinês em outubro de 1934, a força comunista da Longa Marcha consistia em:
- 5 corpos de combate totalizando 72.313 combatentes:
  - O 1º Corpo
  - O 3º Corpo
  - O 5º Corpo
  - O 8º Corpo
  - O 9º Corpo
- 2 colunas
  - 1ª Coluna do Comitê Central
  - 2ª Coluna do Comitê Central
- O 5º corpo e as 2 colunas tinham um total de 86.859 combatentes.

#### Armamento
- Artilharia : 39 no total
  - Morteiro : 38
  - Arma de montanha : 1 (originalmente não incluída, mas foi adicionada posteriormente)
- Armas de fogo de carregamento pela culatra : 33.244 no total (com 1.858.156 cartuchos de munição), e destes, um total de 29.016 foram distribuídos ao 5 corpo, incluindo:
  - Fuzis : 25.317
  - Metralhadoras pesadas : 333
  - Metralhadoras leves : 285
  - Metralhadoras : 28
  - Armas : 2.804
- Outras armas incluídas:
  - Lança : 6.101
  - Sabre chinês : 882
- Várias armas também foram implantadas, mas seus números não foram contados, incluindo:
- Mosquetes estriados de carregamento pela boca e mosquetes de cano liso
  - Armas de pederneira e snaphance
  - Armas Matchlock e Wheellock
  - Lanças e ancinhos (embora mais tarde, durante a Longa Marcha, as lanças fossem mais úteis como bengalas)
  - Machados e postes (embora mais tarde, durante a Longa Marcha, os postes fossem mais úteis como material de construção, como para macas)
  - punhais e facas
- Provisão
  - Roupas de inverno: 83.100 conjuntos
  - Cavalos : 338
  - Fitoterapia: 35.700 kg
  - Sal : 17.413 kg
  - Dinheiro: 1,642 milhão de dólares da República Soviética.

## Galeria de bandeiras

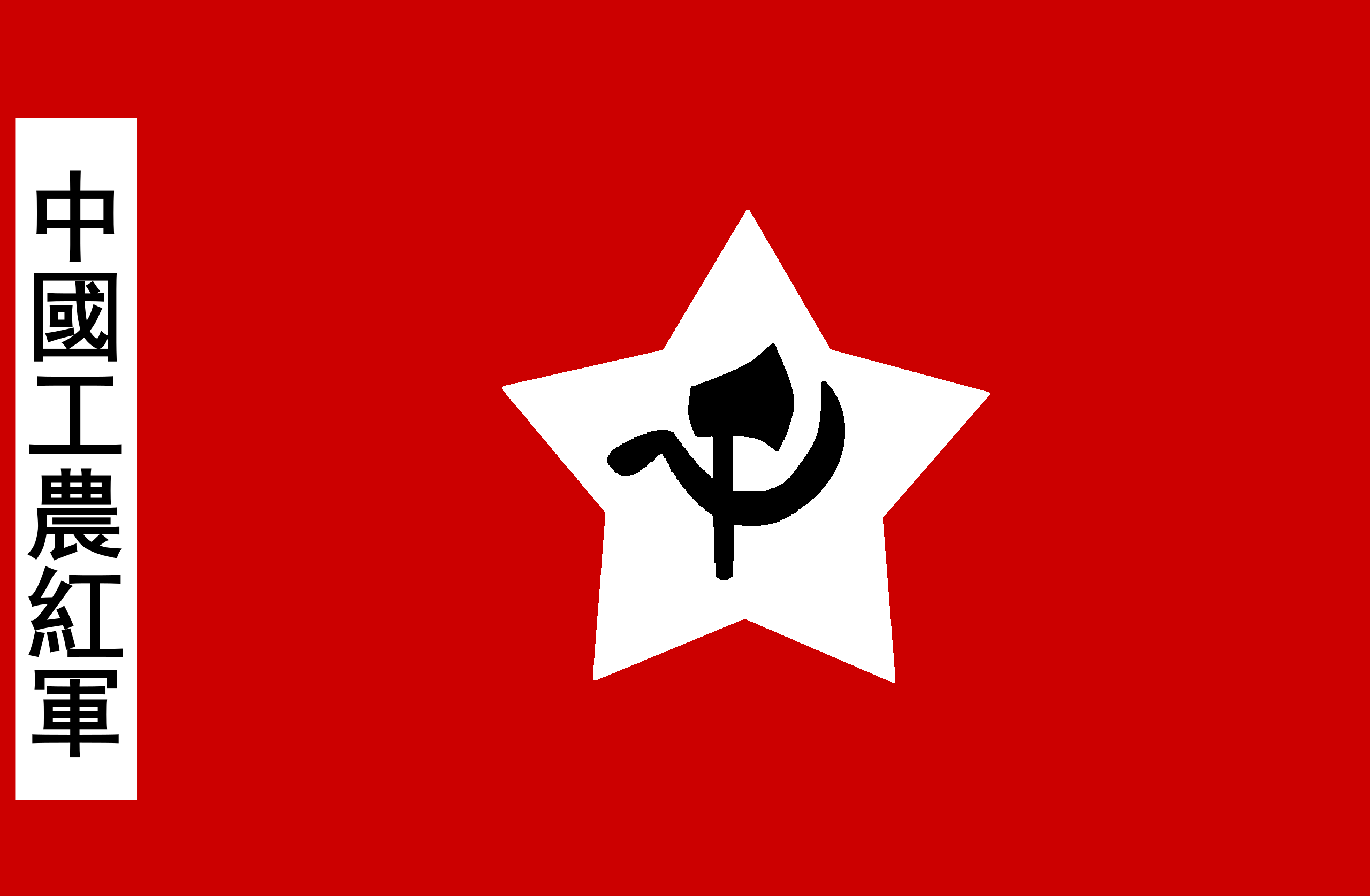
Primeira versão da bandeira do Exército Vermelho Chinês e do Partido Comunista da China (Década de 1920)
Segunda versão da bandeira do Exército Vermelho Chinês (Década de 1930)
República Soviética da China (1931)
Bandeira de guerra da República Soviética em 1934
Bandeira, sem emblemas, usada pelo Partido Comunista da China até 1942
Bandeira do Exército da Oitava Rota (PCCh havia sido reintegrado ao KMT, Segunda Frente Unida)
Suposta variante da bandeira do Exército da Oitava Rota
Bandeira oficial do Partido Comunista adotada em 1942
Bandeira do Exército Vermelho Chinês, agora como Exército de Libertação Popular (fase final da Guerra Civil Chinesa)